# Фабиан, Франсуаза
Франсуаза Фабиан (Фабьян; фр. Françoise Fabian; имя при рождении Мишель Кортес (фр. Michelle Cortès); род. 10 мая 1933, Алжир, Французский Алжир) — французская актриса театра и кино.

## Биография
Франсуаза Фабиан родилась 10 мая 1933 года в Алжире. Её отец — испанец, а мать — француженка. Франсуаза получила артистическое образование в музыкальной консерватории Алжира (Conservatoire de Musique d’Alger), где учится играть на пианино. В начале 50-х, получив степень бакалавра, приехала в Париж и поступила в Высшую национальную консерваторию драматического искусства, где познакомилась с Жаном-Полем Бельмондо и Жаном-Пьером Марьелем.
Её дебют на сцене состоялся в 1954 году в пьесе «Пират» (Le Pirate), а в кино — в фильме Луи Феликса «Счастливого пути» (Bon voyage) 1955 года выпуска. А уже в следующем году она появилась сразу в пяти фильмах: «Воспоминания полицейского», «Сыр-бор», «Ох, уж эта девчонка!», «Дамский портной» и «Михаил Строгов».
В 1957 году вступила в брак с режиссёром Жаком Беккером (1906—1960). Но этот союз оказался недолгим. В 1963 году вышла замуж за французского актёра Марселя Боззюффи (1929—1988), с которым прожила до его кончины.

## Карьера
В течение 1960 годов она регулярно снималась, работая с такими режиссёрами, как: Жиль Гранжье (Gilles Grangier) («Мегрэ и гангстеры», 1963), Луи Маль («Вор» в 1966), Луис Бунюэль («Дневная красавица», 1966, в роли проститутки Шарлотты) и Эрик Ромер («Ночь у Мод», 1969, где она играла вместе с Жан-Луи Трентиньяном).
Параллельно она продолжала насыщенную карьеру в театре и работала с постановщиками Михалисом Какояннисом из Греции, с режиссёром итало-аргентинского происхождения Хорхе Лавелли, Жаном Маре, Марселем Марешалем, Жаком Шароном, Пьером Монди, Ясминой Реза, Клодом Сантелли или Жаком Вебером.
В 2000 годах она главным образом исполняла роли матерей. В 1999 году в комедии «Рождественский пирог» Даниэль Томпсон она играет роль матери персонажей Эммануэль Беар, Сабин Азема и Шарлотты Генсбур. В 2005 году рядом с Жан-Пьером Касселем она в возрасте 73 лет исполнила роль Марты в сентиментальном телефильме «Женщина-петух» (La Femme coquelicot) телеканала France 3. В 2008 году она — мать персонажа, роль которого исполнила Софи Марсо в фильме «ЛОЛ» режиссёра Лизы Азуэлос, затем мать персонажа, роль которого исполнил Патрик Брюэль и Венсана Эльбаза в драме Александра Аркади 2010 года «Как пять пальцев».
В 2011 году сыграла роль роковой женщины Эльвиры в художественном фильме «Маленький мир» режиссёра Брюно Шиша, где её партнёром по съёмочной площадке был Жерар Депардье, играющий человека, пораженного болезнью Альцгеймера.
Она также принимала участие в развлекательной телевизионной передаче «Большой Ресторан» (Le Grand Restaurant), которая выходит на телеканале France 2.

## Избранная фильмография
| Год  |   | Русское название                             | Оригинальное название                                       | Роль                      |
| ---- | - | -------------------------------------------- | ----------------------------------------------------------- | ------------------------- |
| 1955 | ф | Счастливого пути                             | Bon voyage                                                  |                           |
| 1956 | ф | Воспоминания полицейского                    | Les Mémoires d'un flic                                      | графиня                   |
| 1956 | ф | Сыр-бор                                      | Le Feu aux poudres                                          | Лола Вассевич, жена Педро |
| 1956 | ф | Ох, уж эта девчонка!                         | Cette Sacree Gamine                                         | Лили                      |
| 1956 | ф | Дамский портной                              | Le Couturier de ces dames                                   | Софи                      |
| 1956 | ф | Михаил Строгов                               | Michel Strogoff                                             | Натко                     |
| 1956 | ф | Приключения Тиля Уленшпигеля                 | Les Aventures de Till l'Espiègle                            | Эсперанза                 |
| 1957 | ф | Фанатики                                     | Les Fanatiques                                              | Ламбер                    |
| 1957 | ф | Жестокие                                     | Les Violents                                                | Эвелин Тирселян           |
| 1958 | ф | Каждый день имеет свой секрет                | Chaque jour a son secret                                    | Элен Лезкано              |
| 1960 | ф | А вот и брюнетка!                            | La Brune que voilà                                          | Кристин                   |
| 1963 | ф | Мегрэ и гангстеры                            | Maigret voit rouge                                          | Лили                      |
| 1964 | ф |                                              | La caméra explore le temps                                  | Мата Хари                 |
| 1967 | ф | Вор                                          | Le Voleur                                                   | Ида                       |
| 1967 | ф | Дневная красавица                            | Belle De Jour                                               | Шарлотта                  |
| 1969 | ф | Американец                                   | L'Américain                                                 | женщина агентства         |
| 1969 | ф | Специалист                                   | Le Spécialiste                                              | Вирджиния Полливуд        |
| 1969 | ф | Ночь у Мод                                   | Ma nuit chez Maud                                           | Мод                       |
| 1970 | ф | Полицейский                                  | Un condé                                                    | Элен Дасса                |
| 1971 | ф | Вы обручены с греческим моряком или пилотом? | Êtes-vous fiancée à un marin grec ou à un pilote de ligne ? | Марион Бланшар            |
| 1971 | ф | Не прикасайся ко мне                         | Out 1, noli me tangere                                      | Люси                      |
| 1972 | ф | Любовь после полудня                         | L'Amour l'après-midi                                        |                           |
| 1973 | ф | Навстречу радостной смерти                   | Au rendez-vous de la mort joyeuse                           | Франсуаза                 |
| 1973 | ф | Воспитание чувств                            | L`Education sentimentale                                    | Мадам Арну                |
| 1973 | ф | Частный показ                                | Projection privée                                           | Марта/Ева                 |
| 1973 | ф | Привет, артист!                              | Salut l'artiste                                             | Пегги                     |
| 1973 | ф | С Новым годом!                               | La Bonne Année                                              | Франсуаза                 |
| 1975 | ф | По древним ступеням                          | Per le antiche scale                                        | Анна Берсани              |
| 1976 | ф | Почему убивают судей?                        | Perché si uccide un magistrato                              | Антониа Траяни            |
| 1977 | ф | Мадам Клод                                   | Madame Claude                                               | Мадам Клод                |
| 1977 | ф | Синие фужеры                                 | Les fougères bleues                                         | Моник Бертье              |
| 1982 | ф | Без пятнадцати два до Рождества Христова     | Deux heures moins le quart avant Jésus-Christ               | Летиция, жена консула     |
| 1983 | ф | Друг Венсана                                 | L'Ami de Vincent                                            | Доминик                   |
| 1983 | ф | Бенвенута                                    | Benvenuta                                                   | Жанна                     |
| 1985 | ф | Уйти, вернуться                              | Partir, Revenir                                             | Сара Лернер               |
| 1988 | ф | Три билета на 26-е                           | Trois places pour le 26                                     | Милен де Ламбер           |
| 1998 | ф | Тайная защита                                | Secret défense                                              | Женевьев                  |
| 1999 | ф | Письмо                                       | La Lettre                                                   |                           |
| 1999 | ф | Рождественский пирог                         | La Bûche                                                    | Иветт                     |
| 2004 | ф | 5×2                                          | 5×2                                                         | Моник                     |
| 2008 | ф | Сделано в Италии                             | Made in Italy                                               | Роза                      |
| 2008 | ф | ЛОЛ                                          | LOL (Laughing Out Loud)                                     | бабушка                   |
| 2008 | ф | Человек и его собака                         | Un homme et son chien                                       | жена Ашаба                |
| 2009 | ф | Похищение                                    | Rapt                                                        | Маржори                   |
| 2010 | ф | Семейное дерево                              | L'arbre et la forêt                                         | Марианн Мюллер            |
| 2010 | ф | Как пять пальцев                             | Comme les cinq doigts de la main                            | Сюзи Хайон                |
| 2011 | ф | Маленький мир                                | Je n'ai rien oublié                                         | Эльвира Сенн              |

| Избранные роли в театре | Избранные роли в театре | Избранные роли в театре                  | Избранные роли в театре |
| Год                     | На русском языке        | На языке оригинала                       |                         |
| ----------------------- | ----------------------- | ---------------------------------------- | ----------------------- |
| 1956                    | Пират                   | Le Pirate                                |                         |
| 1956                    | Золото и солома         | L’Or et la paille                        |                         |
| 1960                    | Цветение гороха         | La Fleur des pois                        |                         |
| 1960                    | Учёные женщины          | Les Femmes savantes                      |                         |
| 1961                    | Мизантроп               | Le Misanthrope ou l’Atrabilaire amoureux |                         |
| 1966                    | Троянки                 | Les Troyennes                            |                         |
| 1968                    | Блоха в ухе             | La puce à l’oreille                      |                         |
| 1971                    | Старые времена          | Old Times                                |                         |
| 1981                    | Веселая пасха           | Joyeuses Pâques                          |                         |
| 1984                    | Жижи                    | Gigi                                     |                         |
| 1994                    | Британик                | Britannicus                              |                         |
| 1994                    | Царь Эдип               | Œdipus Rex                               |                         |
| 1995                    | Человек случая          | L’Homme du hasard                        |                         |
| 1998                    | Необычный день          | Une journée particulière                 |                         |
| 1999                    | Новый завет             | Le Nouveau Testament                     |                         |

## Озвучивание
Франсуаза Фабиан озвучивала персонажа американского сериала «Миссия невыполнима» Синнамон Картер, которую сыграла американская актриса Барбара Бэйн. Сериал снимался с 1966 года по 1973 год, 7 сезонов, 171 серия.

## Награды и ордена
- Великий офицер Ордена Почётного легиона (2023)[10]
- Командор Ордена Почётного легиона (2019)[11]
- Офицер Ордена Почётного легиона (2000)[12]
- Кавалер Ордена Почётного легиона (1989)[13]
- Офицер Ордена «За заслуги» (1994)[14].
- Рыцарь Ордена «За заслуги»[15][16]
- Командор Ордена Искусств и литературы

| Год  | Премия                                       | Категория                    | Фильм или сериал   | Результат |
| ---- | -------------------------------------------- | ---------------------------- | ------------------ | --------- |
| 1973 | Международный кинофестиваль в Сан-Себастьяне | Лучшая женская роль          | С новым годом!     | Победа    |
| 1974 | Давид ди Донателло                           | Special David                | С новым годом!     | Победа    |
| 1989 | Сезар                                        | Лучшая актриса второго плана | Три билета на 26-е | Номинация |

## Документальные фильмы
- 2015 — Та самая Фабиан / La Fabian (реж. Доминик Бенар / Dominique Besnehard)